# Labib Habachi
Labib Habachi (* 18. April 1906 in Mansura; † 18. Februar 1984 in Kairo) war ein ägyptischer Ägyptologe.

## Leben
Habachi wurde in Salamun nahe Mansura als Sohn des Händlers Ibrahim Habachi und dessen Frau Mauna geboren. Er besuchte die koptische Schule in Mansura und die Maronitische Schule in Kairo. 1924 begann er mit einem Mathematikstudium an der Fu'ad I. Universität (die spätere Universität Kairo), wechselte aber ein Jahr später in die Ägyptologie, worin er 1928 den Bachelor erlangte. 1930 wurde er zum Inspektor der Ägyptische Altertümerverwaltung berufen. Er hatte Posten inne in Assuan, Luxor, Kairo, Edfu, Fayum, Abydos, Sohag, Zagazig und Tanta. 1944 wurde er zum Chef-Inspektor von Oberägypten ernannt. Abgesehen von 1950 bis 1951, als er in Saqqara tätig war, hatte er dieses Amt bis 1958 inne und wurde darauf zum sub-director of field work ernannt. Dieses Amt übte er bis 1960 aus. Danach war er für drei Jahre archäologischer Berater für die nubische Expedition des Oriental Institute der University of Chicago und blieb anschließend fachlich eng mit dem Institut und dem American Research Center in Kairo verbunden. Er wurde einer der führenden Archäologen seiner Generation in Ägypten. Er führte im ganzen Land Ausgrabungen durch. Insbesondere grub er das Heqaib-Heiligtum in Elephantine aus, entdeckte die Kamose-Stele in Karnak und forschte in Bubastis und Qantir im Delta.
Habachi wurde 1953 Mitglied des Deutschen Archäologischen Instituts und 1964 des Institut d’Égypte, 1965 Ehrenmitglied des ägyptologischen Instituts der Karls-Universität Prag und 1983 der Société Française d’Égypte. Er erhielt den ägyptischen Staatspreis und einen Orden erster Klasse in Geistes- und Naturwissenschaften, 1959 den italienischen Verdienstorden, 1973 den Verdienstorden der französischen Ehrenlegion und 1980 das Ehrenkreuz für Wissenschaft und Kunst I. Klasse. 1966 wurde ihm der Ehrendoktor der New York University verliehen. 1978 wurde er auf Lebenszeit zum Ehrenpräsidenten der International Association of Coptic Studies gewählt. Seine Auslandsaufenthalte und Forschungsreisen führten ihn zunächst schon 1937 nach Griechenland. Von 1949 bis 1950 wurde er von Ägypten nach Frankreich, England und Italien entsandt. Darauf folgten zahlreiche internationale Einladungen, beispielsweise 1954 durch die UNESCO, 1955 durch die Rockefeller-Stiftung und 1958 durch die Russische Akademie der Wissenschaften.
Habachi war mit Attiya Hanim Kamil Ayad verheiratet.

## Schriften
- Die unsterblichen Obelisken Ägyptens. Überarbeitete und erweiterte Neuauflage von Carola Vogel. von Zabern, Mainz 2000, ISBN 3-8053-2658-0.
- Aswan. The town with a glorious past and a promising future. Kairo 1959.
- Features of the Deification of Ramesses II. (= Abhandlungen des Deutschen archäologischen instituts Kairo. Ägyptische Reihe. Bd. 5) Glückstadt 1969.
- The Sanctuary of Heqaib (Elephantine IV) (= Archäologische Veröffentlichungen, Deutsches Archäologisches Institut, Abteilung Kairo. (AV) Bd. 33). von Zabern, Mainz 1985, S. 55–57, ISBN 3-8053-0496-X.
- The second Stela of Kamose and his struggle against the Hyksos ruler and his capital. Glückstadt 1973.
- Sixteen Studies on Lower Nubia (= Supplément aux Annales du Service des Antiquités de l'Égypte. Cahier Nr. 23). Kairo 1981.
- Studies on the Middle Kingdom. Budapest 1987.